# Головцыны
Голо́вцыны — древний русский дворянский род.

## Происхождение и история рода
Происходит от польского шляхтича Иоанна Голоцкого, потомок которого, Семён Данилович (1563), и был родоначальником Головцыных. Потомство его сыновей — Тимофея, Гавриила, Ивана и Андрея, служивших стольниками, воеводами, московскими дворянами и владевших поместьями в Московском и Костромском уездах, записано в VI часть дворянской родословной книги Костромской губернии.
Данила Бундов, Григорий и Тёмка Даниловичи владели поместьями в Полоцком уезде (1563).Никифор Чулков Головцын владел поместьями в Костромском уезде (1587).
Матвей Гаврилович получил денежную придачу за подмосковные службы и головство (1614). Боровитинин Афанасий Андреевич за боровскую службу получил денежные придачи (1618 и 1619). Иван Головцын владел поместьем в Чернском уезде (1674). Царедворец Герасим Головцын упоминается в посольской свите Б.П. Шереметьева (1697).
Трое представителей рода владели населёнными имениями (1699).

## Описание гербов

#### Герб Головцыных 1785 г.
В Гербовнике Анисима Титовича Князева 1785 года имеется печать с гербом генерал-поручика (1771), архангельского губернатора (1766-1780) Егора Андреевича Головнына: в щите, имеющем круглую форму и белое поле, изображена синяя вода, на которой плывет белая птица. Щит увенчан дворянской короной (дворянский шлем отсутствует). Щитодержатели: два воина с копьями. Внизу щита, орден в виде лапчатого креста. Вокруг щита изображена фигурная виньетка.

#### Герб. Часть II. № 104.
Щит разделён перпендикулярно на две части. В правой в голубом поле положены крестообразно две серебряных Шпаги (изм. польский герб Пелец) и над ними серебряная Шапка имеющая по сторонам перья. В левой части в красном поле три золотых Пики, обращённые остриями, как Шпаги, так и две Пики вверх, а третья Пика вниз (польские герб Елита).
На щите дворянский коронованный шлем. Нашлемник: выходящий Козел. Намёт на щите голубой и красный, подложенный золотом и серебром.

## Известные представители
- Головцын Василий Иванович — городовой дворянин по Бежице (1622).
- Головцын Гаврила Матвеевич — воевода в Галиче (1627-1629).
- Головцын Фёдор Иванович — губной староста в Костроме (1667).
- Головцын Сергей Фёдорович — стольник (1676-1692), московский дворянин и стрелецкий полковник (1677)
- Головцын Фёдор Фёдорович — московский дворянин (1681-1692).
- Головцын Фёдот Фёофанович — стряпчий (1682).
- Головцын Сергей Семёнович — воевода в Сокольске (1664-1665), московский дворянин (1677).
- Головцын Иван Михеевич — московский дворянин (1692)[4][5].